# Sitio de Chalatenango
El sitio de Chalatenango comenzó el 24 de marzo de 2024, cuando el presidente salvadoreño Nayib Bukele ordenó a 5.000 soldados y 1.000 policías bloquear a terroristas e ingresar a los cuatro municipios del sur de la ciudad de Chalatenango. El bloqueo  a terroristas es el segundo que se implementa en el departamento homónimo después del sitio de Nueva Concepción que comenzó en mayo de 2023. El operativo tiene como objetivo desmantelar a 18 Sureños de la pandilla Mara Barrio 18.

## Contexto
El 27 de marzo de 2022, la Asamblea Legislativa de El Salvador votó a favor de implementar un estado de emergencia después de que bandas criminales en El Salvador mataran a 87 personas en el transcurso de un fin de semana. La votación inició la represión de las pandillas salvadoreñas que hasta el 24 de marzo de 2024 había resultado en el arresto de más de 78.100 personas con sospecha de afiliación a pandillas. A finales de 2022 y durante todo 2023, el gobierno salvadoreño implementó bloqueos en partes del país donde la presencia de pandillas seguía siendo alta después de que comenzara inicialmente la represión. El 17 de mayo de 2023, el Ejército salvadoreño y la Policía Nacional Civil inician un bloqueo de Nueva Concepción, municipio del Departamento de Chalatenango en el norte de El Salvador.

## Asedio
El 18 de marzo de 2024 se reportó un homicidio ante la Policía Nacional Civil en San José Cancasque. Unos días después, el 22 de marzo, se reportó un segundo homicidio en la ciudad de Chalatenango. Los homicidios estuvieron vinculados a la banda 18 Sureños, y los presuntos agresores de los dos homicidios fueron capturados por la Policía Nacional Civil el 24 de marzo. La policía también recuperó las dos escopetas presuntamente utilizadas en los homicidios. Radio YSUCA informó que los residentes en el sur de Chalatenango notaron una mayor presencia militar después de los homicidios, y algunos afirmaron que el gobierno iba a implementar un bloqueo.
El 24 de marzo, el presidente salvadoreño Nayib Bukele anunció el día X el inicio de un bloqueo en los municipios de Potonico, San Antonio Los Ranchos, San José Cancasque y San Isidro Labrador, en el sur de Chalatenango, debido a los dos homicidios cometidos en los días previos. Bukele afirmó que el objetivo del bloqueo era desmantelar la pandilla 18 Sureños, una camarilla de la pandilla Mara Barrio 18. Un total de 5.000 soldados y 1.000 policías fueron movilizados para bloquear los municipios y arrestar a pandilleros. Bukele incluyó un video en su publicación, en el que los dos sospechosos arrestados aparecían frente a columnas de soldados.
Bukele finalizó su anuncio afirmando que "no nos detendremos hasta erradicar lo poco que aún queda de las pandillas".. El ministro de Defensa Nacional, René Merino Monroy, escribió en X que "limpiaremos por completa la zona, vamos a extraer hasta el último remanente de pandillas". El director de la Policía Nacional Civil Mauricio Arriaza Chicas, afirmó que el objetivo del bloqueo era "erradicar la clica del 18S que delinque en la zona".
El 15 de mayo del mismo año se reportó un enfrentamiento en La Palma, Chalatenango, esto después de un ataque a tiros hacía miembros de la 4ta brigada de infantería del ejército.